# CAT700
La CAT700 o CAT700 MTB brevet és una prova brevet de llarga distància per a realitzar en bicicleta de muntanya o en bicicleta de gravel per a aficionats, que discorre per pistes de tot tipus, camins rurals i carreteres, i amb un recorregut completament ciclable, organitzada des de l'any 2014 i considerada pionera per les seues característiques al sud d'Europa. Recorre 700 quilòmetres i un desnivell positiu acumulat de 15.000 metres.

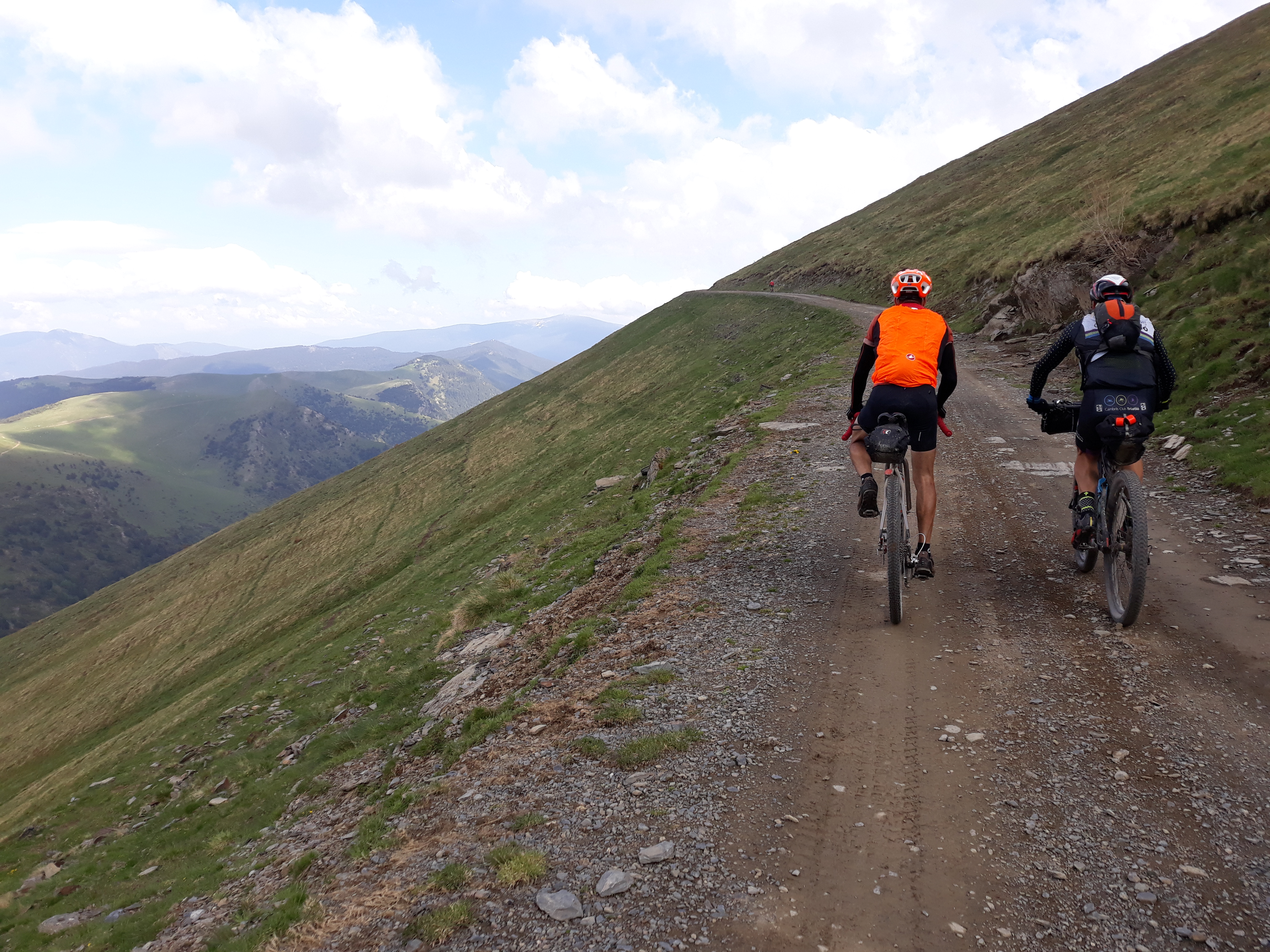

El recorregut s'inicia a la Val d'Aran i finalitza a les platges del Delta de l'Ebre. L'objectiu és travessar Catalunya de Nord a Sud, recorrent i posant en valor la seua riquesa i varietat paisatgística. Per la qual cosa, es pedaleja per paisatges d'alta muntanya, a més de 2.000 metres d'altitud, de mitja muntanya, rurals de secà o de regadiu, i fins i tot per la sorra de les platges del Delta de l'Ebre. Se celebra a finals de juny o primers de juliol en format d'autosuficiència (cadascú es porta el seu equipatge a la bicicleta i no hi ha avituallaments) i non-stop (sense etapes; cada participants dissenya les etapes a la seua mida) i que s'ha de realitzar en un màxim de 5 dies.

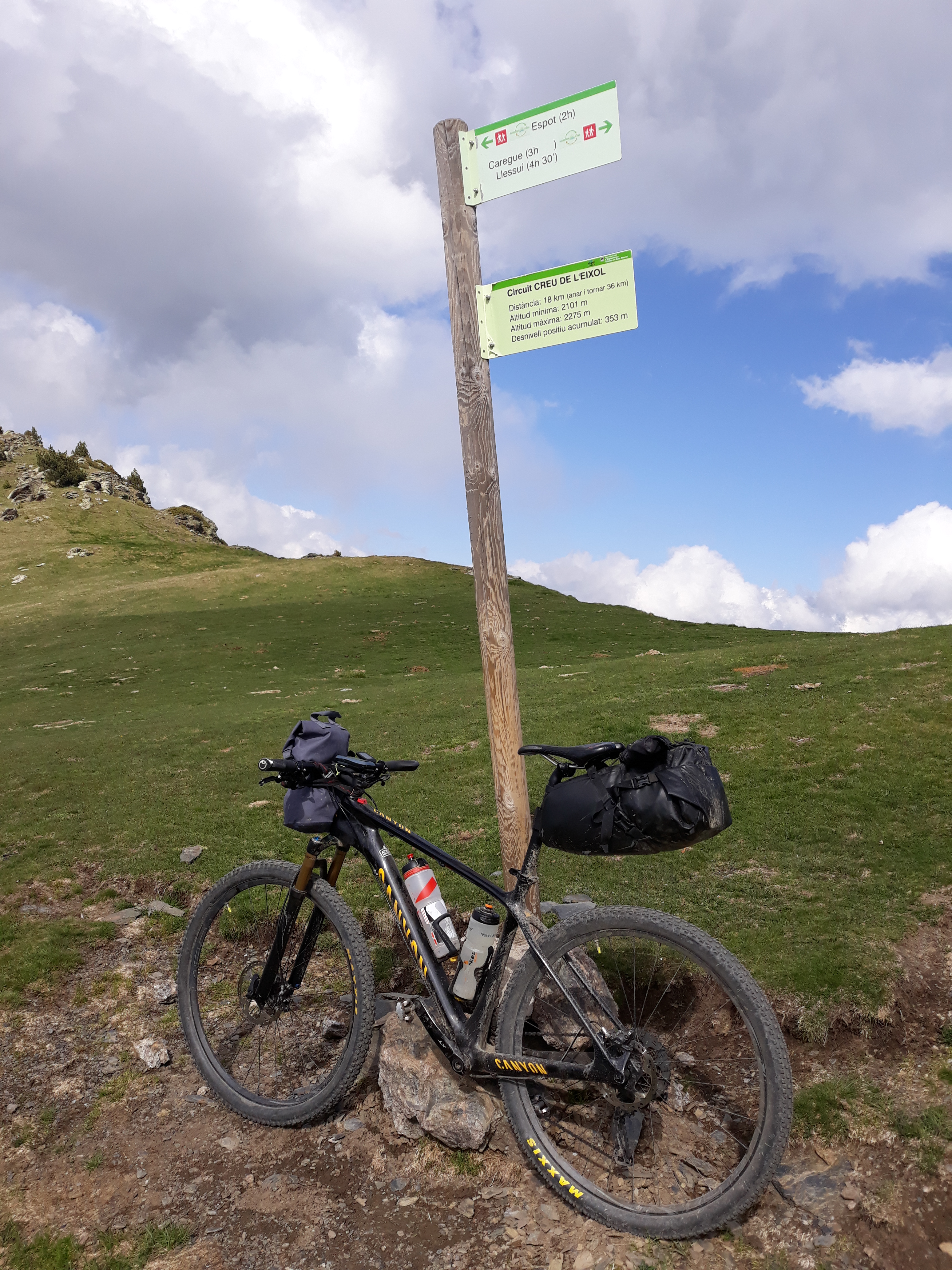
Pas de la CAT700 pel Coll de la Creu de l'Eixol

L'organització seguix els participants a través d'un dispositiu localitzador i els exigeix un material mínim obligatori fins a l'arribada així com el track de l'itinerari a seguir carregat al GPS.